# Isochromodes fallax
Isochromodes fallax là một loài bướm đêm trong họ Geometridae.